# Derbi del Norte de Londres

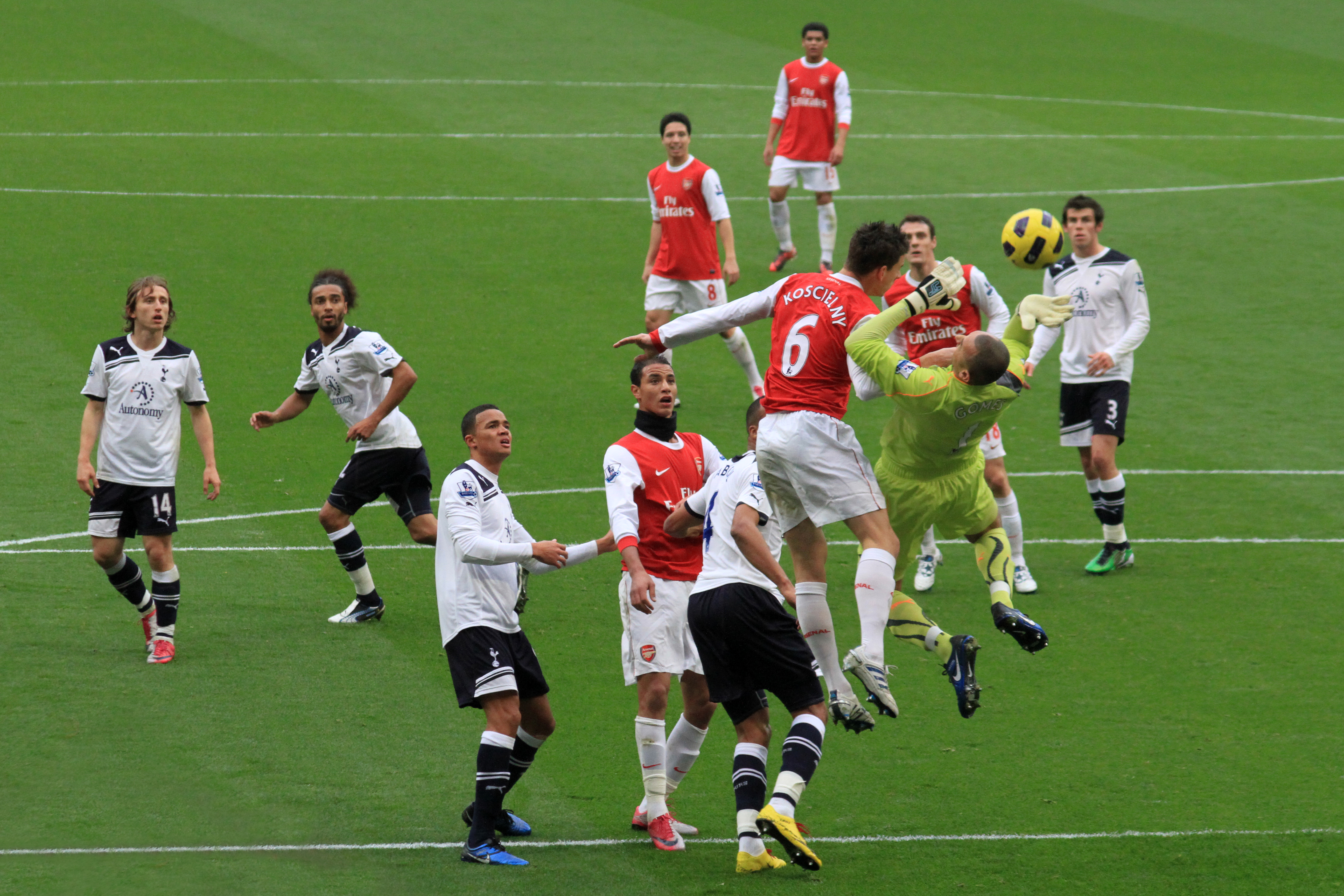
Imagen de un derbi en liga entre el Arsenal y Tottenham en noviembre de 2010.

El Derbi del Norte de Londres (del inglés: North London derby) es una rivalidad futbolística entre los dos clubes más históricos de Londres: Arsenal y Tottenham Hotspur. El término se refiere a los partidos entre ambos clubes.

## Historia
El primer enfrentamiento entre ambos clubes fue un amistoso el 19 de noviembre de 1887, cuando Arsenal jugaba en Plumstead (entonces en Kent pero ahora en el Gran Londres), y conocido como Royal Arsenal. El partido fue finalizado 15 minutos antes del final por falta de luz cuando los 'Spurs' ganaban 2-1. El primer juego de Liga entre los clubes fue en la First Division, el 4 de diciembre de 1909; Arsenal ganó 1-0.

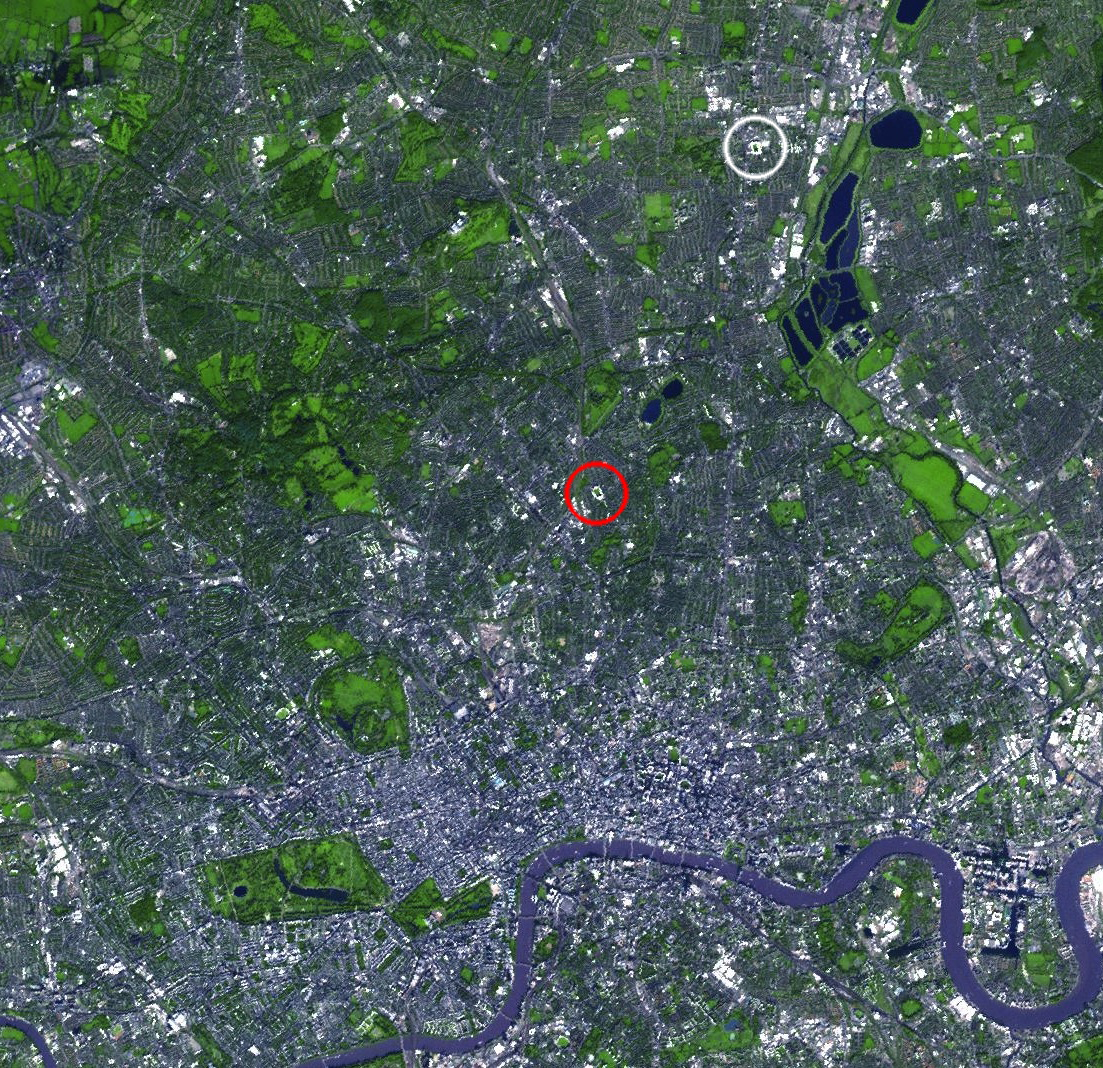
Imagen satelital de Londres donde se muestra la situación de la sede de los clubes. En rojo, el Arsenal, y en blanco, el Tottenham.

No obstante, la rivalidad entre ambos clubes comenzó en 1913, cuando Arsenal se trasladó desde el Manor Ground, Plumstead al Arsenal Stadium, Highbury, justo a cuatro millas del estadio de Tottenham White Hart Lane; convirtiéndose así en los más cercanos vecinos siendo, por ende, un sitio natural para crearse una rivalidad. Los dos equipos eran conocidos como los clubes del "Norte de Londres" (Tottenham estaba técnicamente localizado en Middlesex, que se incorporó al Gran Londres en 1965) en un amistoso previo a la Guerra el 22 de agosto de 1914 en White Hart Lane. En ese momento Arsenal estaba en la Segunda División y Tottenham en Primera, Arsenal ganó 5-1. Ambos clubes se enfrentaron regularmente durante la Primera Guerra Mundial en la London Combination, la competición de fútbol inglés durante el periodo de guerra.
La rivalidad creció en 1919 cuando la First Division, después de la Guerra, fue expandida a dos equipos más y la liga decidió mediante votación que clubes ocuparían esas casillas. El 19°, Chelsea, que iba a descender, mantuvo su categoría al ganar el primer lugar de los votos. El segundo lugar pudo haber sido asignado al Tottenham que fue 20.mo o Barnsley, que fue tercero en la Segunda División, pero Arsenal (con otros cuatro clubes) también querían el cupo a pesar de finalizar sextos en la Segunda -aunque un error en el cálculo de la diferencia de gol tenía al Arsenal quinto, lo cual corrigió la Football League en 1975.
Luego de un depósito del presidente de la liga y dueño del Liverpool, John McKenna, en la cuenta del más antiguo miembro de la liga, Arsenal ganó la votación por 18-8 sobre los 'Spurs' (Barnsley tuvo cinco, los 'Wolves' cuatro, Nottingham Forest tres, Birmingham dos y Hull City uno) siendo elegidos para jugar en la Primera División. La votación fue polémica y se reclamó que el presidente del Arsenal Sir Henry Norris usó tratos por debajo de la mesa para ganar la votación sin que nada se comprobara. La decisión molestó de sobremanera al Tottenham y sus hinchas, ya que siete años antes Tottenham había sido seleccionado para jugar en la Football League Second Division a pesar de finalizar séptimos en la temporada 1907-08 de la Southern League, a expensas del campeón del torneo Queens Park Rangers, que aplicó para la promoción y se retiró.
Luego del impase, Tottenham ascendió prontamente luego de ganar el título de la Segunda División en la temporada siguiente, la de 1919-20, y el derbi se jugó, de nuevo, regularmente. El primer partido realmente competitivo luego del traslado de Arsenal en 1913 al Norte de Londres fue en la First Division con el resultado de 2-1 para Tottenham, el 15 de enero de 1921 en White Hart Lane. Los juegos posteriores se caracterizaron por su rudeza -un partido bastante fuerte en septiembre de 1922 llevó a que ambos clubes fueran suspendidos por the Football Association lo cual hizo que sus partidos fueran a puerta cerrada.
Tottenham jugó en la Segunda División entre 1928 y 1933, y 1935 a 1950, lo cual hizo que no aumentara el número de derbis entre los dos equipos, lo que significó que bajara la rivalidad. Las relaciones entre ambos clubes regresaron luego de la Segunda Guerra Mundial, luego que Tottenham permitiera a Arsenal jugar sus partidos como local en White Hart Lane mientras Highbury era usado como una estación de ARP, siendo bombardeado ocasionalmente. Los dos clubes se enfrentaron en la FA Cup por primera vez en la temporada 1948-49, con la victoria de Arsenal 3-0.
Desde 1950 solo en una temporada (1977-78) los 'Spurs' y los 'Gunners' no estuvieron en la misma liga, lo cual permitió que ambos equipos se enfrentaran regularmente, dándole vida a la rivalidad hasta el día de hoy. Ha habido muchos partidos destacados en semifinales y finales de liga. Como en muchas rivalidades, hay jugadores que reciben mala fama por parte de los aficionados, siendo un ejemplo de ello el defensor Sol Campbell, llamado "Judas" por los hinchas de los 'Spurs' luego de ser trasferido a Arsenal en 2001. (Al cuál también volvería en 2010)

## Aficionados
Tanto la afición del Arsenal como la del Tottenham son multiétnicas, debido a la diversidad racial de Londres. En 2002, el Arsenal contaba con un 7,7% de aficionados que se autodenominaban británicos no blancos, porcentaje que ascendió al 14% en 2008, el más alto de la liga en estas encuestas de aficionados. Alrededor del 9% de los seguidores del Tottenham no eran blancos en 2008. Ambos clubes cuentan además con una amplia base de seguidores en todo el Reino Unido y el resto del mundo. Los seguidores del Arsenal se autodenominan "Gooners", un término derivado del apodo del club, "Gunners", que a su vez hace referencia a los orígenes del Arsenal como equipo de una fábrica de municiones.
Los aficionados del Tottenham se autodenominan "yids". Debido al apoyo histórico de las comunidades judías del norte y el este de Londres, el Tottenham contó en su día con un número significativo de aficionados judíos; se calcula que unos 10.000 o un tercio de los aficionados del club en la década de 1930 eran judíos. Debido a esta asociación histórica, aficionados de muchos otros clubes a partir de la década de 1960 han dirigido cánticos antisemitas a los seguidores de los Spurs. El Tottenham ya no cuenta con un mayor número de aficionados judíos que otros grandes clubes londinenses, como el Arsenal (el apoyo de los judíos al Arsenal empezó a aumentar en la década de 1930); según una estimación, el número de aficionados judíos en el Tottenham es como mucho del 5%, aproximadamente el mismo número que en el Arsenal, pero los cánticos antisemitas contra los aficionados del Tottenham persistieron. En un intento de disimular estos cánticos, los aficionados del Tottenham (judíos o no) adoptaron las palabras "yid" y "yiddo" para sí mismos y convirtieron así un peyorativo en un término de orgullo y pertenencia. Sin embargo, sigue habiendo cierta controversia sobre el uso de "yid" o "yiddo".
Una encuesta en línea realizada en 2003 reveló que los seguidores del Arsenal son los que menos gustan del Tottenham, y que los del Tottenham ven al Arsenal como su principal rival.

## Semifinales y finales entre ambos

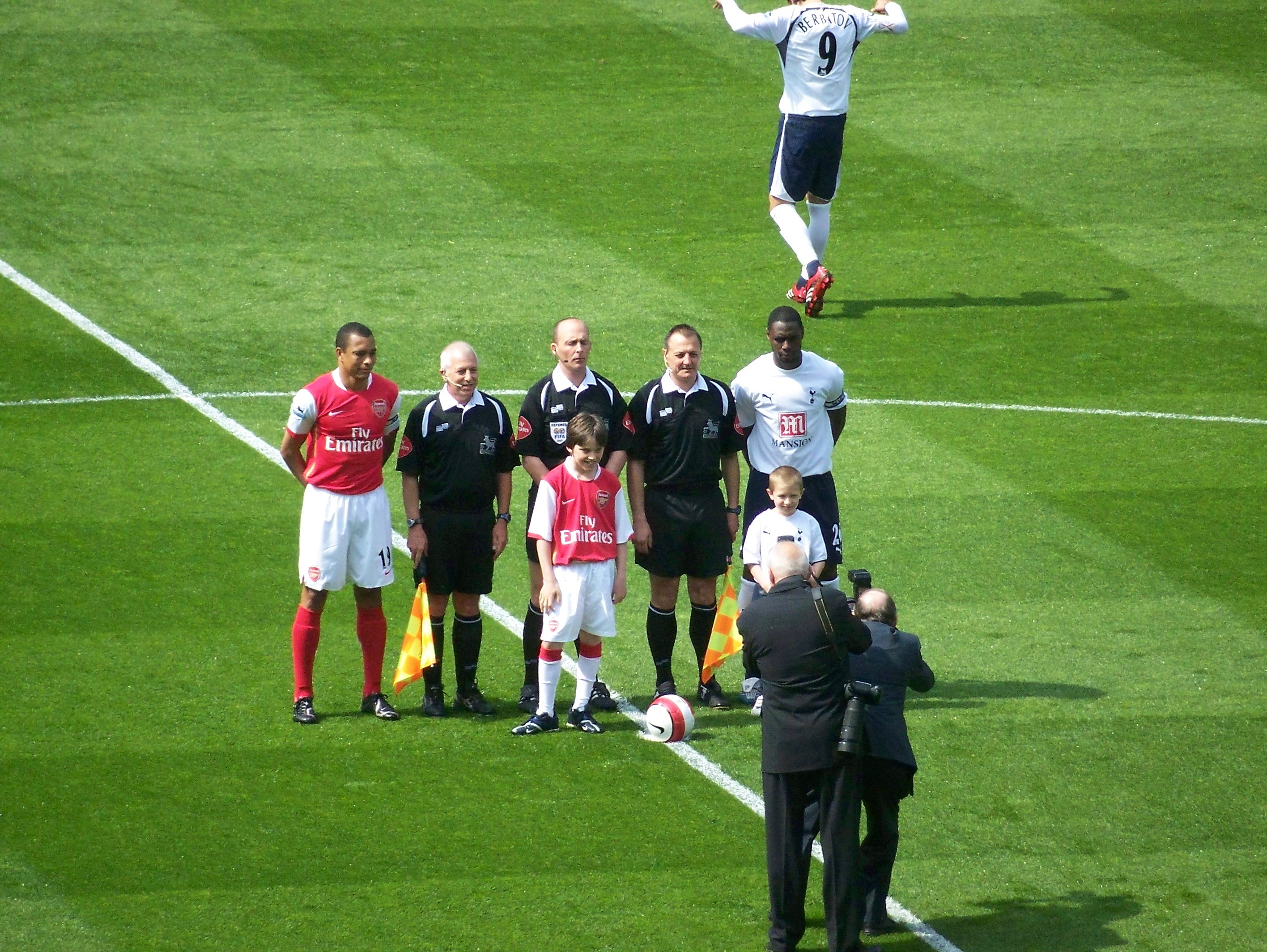
Gilberto Silva (izquierda) y Ledley King (derecha), los capitanes de Arsenal y Tottenham Hotspur respectivamente, antes del Derbi del Norte de Londres en White Hart Lane, el 21 de abril de 2007. El partido finalizó 2-2.

Arsenal y Tottenham nunca se han encontrado en una final de campeonato, aunque ha habido varios derbis que han contribuido para que uno de los dos equipos ganen un título:
- Tottenham 0-1 Arsenal (3 de mayo de 1971) – El partido final de la temporada 1970-71, con Arsenal necesitando una victoria para ganar el título de la First Division (un empate permitiría al Leeds United ganar por diferencia de goles). El partido tuvo pocas ocasiones de gol, hasta el final. A tres minutos un remate de John Radford hizo que Pat Jennings salvara lo que era un gol seguro, no obstante, George Armstrong tomó el rebote y envió el balón hacia el arco, Ray Kennedy cabeceo para el tanto de Arsenal. Los 'Spurs' intentaron empatar pero no lo lograron. Así, Arsenal ganó el título de campeón de Inglaterra, siendo el primero del doblete esa temporada.

- Tottenham 1-2 Arsenal (4 de marzo de 1987) – Ambos habían empatado en las semifinales de la Carling Cup. Sin definición por regla del gol de visitante hubo repetición en White Hart Lane. Los 'Spurs' se fueron en ventaja de 1-0 con gol de Clive Allen, pero el ingresado por Arsenal Ian Allinson empató y David Rocastle permitió a los visitantes ganar y enviar a Arsenal a la final del torneo, la cual ganaron, siendo ese el primer título de los 'Gunners' desde 1979.

- Tottenham 3-1 Arsenal (14 de abril de 1991 en Wembley) – La primera semifinal de la FA Cup entre los dos equipos. Arsenal buscaba su segundo doblete, pero el gol de Paul Gascoigne de tiro libre puso en ventaja al Tottenham. Gary Lineker el segundo para los 'Spurs', luego Alan Smith descontó antes del medio tiempo. Lineker marcó de nuevo en la segunda mitad para sellar el marcador. El sueño de doblete para Arsenal se acabó, aunque ganaron el título de liga esa temporada. Los 'Spurs' ganarían la copa un mes después.

- Arsenal 1-0 Tottenham  (4 de abril de 1993 en Wembley) – La segunda semifinal de la FA Cup entre ambos, en la que Arsenal tuvo revancha contra sus rivales del Norte de Londres de la derrota dos años atrás. Tony Adams marcó de cabeza luego del tiro libre de Paul Merson al minuto 79; Arsenal se mantuvo con la ventaja en el marcador pese a la expulsión de Lee Dixon, lo cual permitió a los 'Gunners' avanzar a la final y ganar la FA Cup en mayo. Además, ganaron la Carling Cup para completar su primer doblete de copas.

- Tottenham 2-2 Arsenal (25 de abril de 2004) – Arsenal estaba invicto en la Premiership y solo necesitaba un punto para asegurar el título. Los 'Gunners' estaban 2-0 arriba en el marcador gracias a los goles de Patrick Vieira y Robert Pirès. No obstante, los 'Spurs' empataron en el segundo tiempo con goles de Jamie Redknapp y Robbie Keane, de penalti al minuto 90. Arsenal no ganaba el título de liga frente a su clásico rival desde 1971.

- Tottenham 5-1 Arsenal (22 de enero de 2008) - La primera gran victoria de Tottenham frente a su clásico rival desde noviembre de 1999, en el partido de vuelta de la semifinal de la Carling Cup; los clubes habían empatado 1-1 en Emirates Stadium. Tottenham se puso en ventaja 2-0 con goles de Jermaine Jenas y un autogol de Nicklas Bendtner. Tras el descanso, Robbie Keane y Aaron Lennon ampliaron la ventaja a 4-0; el ingresado Emmanuel Adebayor marcó el gol del honor para Arsenal, luego Steed Malbranque marcó el quinto en tiempo de reposición para clasificar al Tottenham en la final de la Carling Cup 2008 (la cual ganarían).[18]

## Estadísticas y récords
Al 24 de septiembre de 2023 ha habido 194 partidos profesionales entre ambos clubes desde el primer enfrentamiento en 1909, de los cuales Arsenal ganó 81 y Tottenham 61. La mayor cantidad de goles marcados fue una victoria de 5-4 Arsenal en White Hart Lane el 13 de noviembre de 2004 por la Premier League. La victoria más amplia fue un 6-0 de Arsenal el 6 de marzo de 1935 como visitante. Tottenham ganó dos veces por 5-0 (25 de diciembre de 1911 y 4 de abril de 1983) y una vez Arsenal. Los tres partidos fueron jugados en White Hart Lane.
El récord de goles marcados por Tottenham's contra Arsenal es Harry Kane, con catorce goles. El récord de Arsenal lo comparten Emmanuel Adebayor, Alan Sunderland y Robert Pirès con ocho cada uno. El defensor de Arsenal David O'Leary ostenta el récord de más derbis jugados por su club (35), mientras que Gary Mabbutt y Steve Perryman tienen el récord respectivo para los 'Spurs' (31).
Terry Dyson es el único jugador en marcar una tripleta en un derbi oficial, lo cual sucedió el 26 de agosto de 1961 en una victoria de los 'Spurs' 4-3. En cuanto a jugadores del Arsenal, quienes lograron dicha marca fueron Ted Drake (20 de octubre de 1934) y Alan Sunderland (23 de diciembre de 1978).

### Palmarés
| Arsenal F. C.                                                                | 13 | 14 | 17 | 2 | - | 1 | 1 | 48 |
| Tottenham F. C.                                                              | 2  | 8  | 7  | 4 | 3 | 1 | - | 25 |
| Datos actualizados a la consecución del último título el 21 de mayo de 2025. |    |    |    |   |   |   |   |    |

### Historial de resultados[24]
- Actualizado el 15 de enero de 2025.

| Torneo                 | Partidos | Arsenal | Empates | Tottenham | Goles Arsenal | Goles Tottenham |
| ---------------------- | -------- | ------- | ------- | --------- | ------------- | --------------- |
| Liga                   | 175      | 72      | 48      | 55        | 271           | 236             |
| FA Cup                 | 6        | 4       | 0       | 2         | 9             | 5               |
| Copa de la liga        | 14       | 7       | 3       | 4         | 21            | 19              |
| Community Shield       | 1        | 0       | 1       | 0         | 0             | 0               |
| Total Competitivo      | 197      | 84      | 52      | 61        | 303           | 261             |
| Campeonatos Regionales | 14       | 5       | 3       | 6         | 18            | 25              |
| Total                  | 211      | 89      | 55      | 67        | 321           | 286             |

### Historial de partidos
| Arsenal Ganó | Empate | Tottenham Ganó |

| Temporada  | Fecha               | Partido             | Resultado      | Torneo              |
| ---------- | ------------------- | ------------------- | -------------- | ------------------- |
| 1909/1910  | 04/12/1909          | Arsenal - Tottenham | 1:0            | Primera División    |
| 1909/1910  | 16/04/1910          | Tottenham - Arsenal | 1:1            | Primera División    |
| 1910/1911  | 03/12/1910          | Tottenham - Arsenal | 3:1            | Primera División    |
| 1910/1911  | 08/04/1911          | Arsenal - Tottenham | 2:0            | Primera División    |
| 1911/1912  | 25/12/1911          | Tottenham - Arsenal | 5:0            | Primera División    |
| 1911/1912  | 26/12/1911          | Arsenal - Tottenham | 3:1            | Primera División    |
| 1912/1913  | 14/12/1912          | Arsenal - Tottenham | 0:3            | Primera División    |
| 1912/1913  | 19/04/1913          | Tottenham - Arsenal | 1:1            | Primera División    |
| 1920/1921  | 15/01/1921          | Tottenham - Arsenal | 2:1            | Primera División    |
| 1920/1921  | 22/01/1921          | Arsenal - Tottenham | 3:2            | Primera División    |
| 1921/1922  | 15/04/1922          | Tottenham - Arsenal | 2:0            | Primera División    |
| 1921/1922  | 22/04/1922          | Arsenal - Tottenham | 1:0            | Primera División    |
| 1922/1923  | 23/09/1922          | Tottenham - Arsenal | 1:2            | Primera División    |
| 1922/1923  | 30/09/1922          | Arsenal - Tottenham | 0:2            | Primera División    |
| 1923/1924  | 17/11/1923          | Arsenal - Tottenham | 1:1            | Primera División    |
| 1923/1924  | 24/11/1923          | Tottenham - Arsenal | 3:0            | Primera División    |
| 1924/1925  | 25/10/1924          | Arsenal - Tottenham | 1:0            | Primera División    |
| 1924/1925  | 28/02/1925          | Tottenham - Arsenal | 2:0            | Primera División    |
| 1925/1926  | 29/08/1925          | Arsenal - Tottenham | 0:1            | Primera División    |
| 1925/1926  | 02/01/1926          | Tottenham - Arsenal | 1:1            | Primera División    |
| 1926/1927  | 18/12/1926          | Arsenal - Tottenham | 2:4            | Primera División    |
| 1926/1927  | 07/05/1927          | Tottenham - Arsenal | 0:4            | Primera División    |
| 1927/1928  | 02/01/1928          | Arsenal - Tottenham | 1:1            | Primera División    |
| 1927/1928  | 07/04/1928          | Tottenham - Arsenal | 2:0            | Primera División    |
| 1933/1934  | 16/09/1933          | Tottenham - Arsenal | 1:1            | Primera División    |
| 1933/1934  | 31/01/1934          | Arsenal - Tottenham | 1:3            | Primera División    |
| 1934/1935  | 20/10/1934          | Arsenal - Tottenham | 5:1            | Primera División    |
| 1934/1935  | 06/03/1935          | Tottenham - Arsenal | 0:6            | Primera División    |
| 1935/1936  | 12/10/1935          | Tottenham - Arsenal | 1:1            | Primera División    |
| 1935/1936  | 27/04/1936          | Arsenal - Tottenham | 1:1            | Primera División    |
| 1948/1949  | 08/01/1949          | Arsenal - Tottenham | 3:0            | FA Cup              |
| 1950/1951  | 26/08/1950          | Arsenal - Tottenham | 2:2            | Primera División    |
| 1950/1951  | 23/12/1950          | Tottenham - Arsenal | 1:0            | Primera División    |
| 1951/1952  | 29/09/1951          | Arsenal - Tottenham | 1:1            | Primera División    |
| 1951/1952  | 09/02/1952          | Tottenham - Arsenal | 1:2            | Primera División    |
| 1952/1953  | 20/09/1952          | Tottenham - Arsenal | 1:3            | Primera División    |
| 1952/1953  | 07/02/1953          | Arsenal - Tottenham | 4:0            | Primera División    |
| 1953/1954  | 10/10/1953          | Tottenham - Arsenal | 1:4            | Primera División    |
| 1953/1954  | 27/02/1954          | Arsenal - Tottenham | 0:3            | Primera División    |
| 1954/1955  | 04/09/1954          | Arsenal - Tottenham | 2:0            | Primera División    |
| 1954/1955  | 15/01/1955          | Tottenham - Arsenal | 0:1            | Primera División    |
| 1955/1956  | 10/09/1955          | Tottenham - Arsenal | 3:1            | Primera División    |
| 1955/1956  | 14/01/1956          | Arsenal - Tottenham | 0:1            | Primera División    |
| 1956/1957  | 20/10/1956          | Arsenal - Tottenham | 3:1            | Primera División    |
| 1956/1957  | 13/03/1957          | Tottenham - Arsenal | 1:3            | Primera División    |
| 1957/1958  | 12/10/1957          | Tottenham - Arsenal | 3:1            | Primera División    |
| 1957/1958  | 22/02/1958          | Arsenal - Tottenham | 4:4            | Primera División    |
| 1958/1959  | 13/09/1958          | Arsenal - Tottenham | 3:1            | Primera División    |
| 1958/1959  | 31/01/1959          | Tottenham - Arsenal | 1:4            | Primera División    |
| 1959/1960  | 05/09/1959          | Arsenal - Tottenham | 1:1            | Primera División    |
| 1959/1960  | 16/01/1960          | Tottenham - Arsenal | 3:0            | Primera División    |
| 1960/1961  | 10/09/1960          | Arsenal - Tottenham | 2:3            | Primera División    |
| 1960/1961  | 21/01/1961          | Tottenham - Arsenal | 4:2            | Primera División    |
| 1961/1962  | 26/08/1961          | Tottenham - Arsenal | 4:3            | Primera División    |
| 1961/1962  | 23/12/1961          | Arsenal - Tottenham | 2:1            | Primera División    |
| 1962/1963  | 06/10/1962          | Tottenham - Arsenal | 4:4            | Primera División    |
| 1962/1963  | 23/02/1963          | Arsenal - Tottenham | 2:3            | Primera División    |
| 1963/1964  | 15/10/1963          | Arsenal - Tottenham | 4:4            | Primera División    |
| 1963/1964  | 22/02/1964          | Tottenham - Arsenal | 3:1            | Primera División    |
| 1964/1965  | 10/10/1964          | Tottenham - Arsenal | 3:1            | Primera División    |
| 1964/1965  | 23/02/1965          | Arsenal - Tottenham | 3:1            | Primera División    |
| 1966/1966  | 11/09/1965          | Tottenham - Arsenal | 2:2            | Primera División    |
| 1966/1966  | 08/03/1966          | Arsenal - Tottenham | 1:1            | Primera División    |
| 1966/1967  | 03/09/1966          | Tottenham - Arsenal | 3:1            | Primera División    |
| 1966/1967  | 07/01/1967          | Arsenal - Tottenham | 0:2            | Primera División    |
| 1967/1968  | 16/09/1967          | Arsenal - Tottenham | 4:0            | Primera División    |
| 1967/1968  | 20/01/1968          | Tottenham - Arsenal | 1:0            | Primera División    |
| 1968/1969  | 10/08/1968          | Tottenham - Arsenal | 1:2            | Primera División    |
| 1968/1969  | 20/11/1968          | Arsenal - Tottenham | 1:0            | Carling Cup         |
| 1968/1969  | 04/12/1968          | Tottenham - Arsenal | 1:1            | Carling Cup         |
| 1968/1969  | 24/03/1969          | Arsenal - Tottenham | 1:0            | Primera División    |
| 1969/1970  | 16/09/1969          | Arsenal - Tottenham | 2:3            | Primera División    |
| 1969/1970  | 02/05/1970          | Tottenham - Arsenal | 1:0            | Primera División    |
| 1970/1971  | 05/09/1970          | Arsenal - Tottenham | 2:0            | Primera División    |
| 1970/1971  | 03/05/1971          | Tottenham - Arsenal | 0:1            | Primera División    |
| 1971/1972  | 24/11/1971          | Tottenham - Arsenal | 1:1            | Primera División    |
| 1971/1972  | 11/05/1972          | Arsenal - Tottenham | 0:2            | Primera División    |
| 1972/1973  | 09/12/1972          | Tottenham - Arsenal | 1:2            | Primera División    |
| 1972/1973  | 14/04/1973          | Arsenal - Tottenham | 1:1            | Primera División    |
| 1973/1974  | 13/10/1973          | Tottenham - Arsenal | 2:0            | Primera División    |
| 1973/1974  | 16/02/1974          | Arsenal - Tottenham | 0:1            | Primera División    |
| 1974/1975  | 19/10/1974          | Tottenham - Arsenal | 2:0            | Primera División    |
| 1974/1975  | 26/04/1975          | Arsenal - Tottenham | 1:0            | Primera División    |
| 1975/1976  | 27/09/1975          | Tottenham - Arsenal | 0:0            | Primera División    |
| 1975/1976  | 03/04/1976          | Arsenal - Tottenham | 0:2            | Primera División    |
| 1976/1977  | 27/12/1976          | Tottenham - Arsenal | 2:2            | Primera División    |
| 1976/1977  | 11/04/1977          | Arsenal - Tottenham | 1:0            | Primera División    |
| 1978/1979  | 23/12/1978          | Tottenham - Arsenal | 0:5            | Primera División    |
| 1978/1979  | 10/04/1979          | Arsenal - Tottenham | 1:0            | Primera División    |
| 1979/1980  | 26/12/1979          | Arsenal - Tottenham | 1:0            | Primera División    |
| 1979/1980  | 07/04/1980          | Tottenham - Arsenal | 1:2            | Primera División    |
| 1980/1981  | 30/08/1980          | Arsenal - Tottenham | 2:0            | Primera División    |
| 1980/1981  | 04/11/1980          | Tottenham - Arsenal | 1:0            | Carling Cup         |
| 1980/1981  | 17/01/1981          | Tottenham - Arsenal | 2:0            | Primera División    |
| 1981/1982  | 02/01/1982          | Tottenham - Arsenal | 1:0            | FA Cup              |
| 1981/1982  | 29/03/1982          | Tottenham - Arsenal | 2:2            | Primera División    |
| 1981/1982  | 12/04/1982          | Arsenal - Tottenham | 2:3            | Primera División    |
| 1982/1983  | 27/12/1982          | Arsenal - Tottenham | 2:0            | Primera División    |
| 1982/1983  | 04/04/1983          | Tottenham - Arsenal | 5:0            | Primera División    |
| 1983/1984  | 09/11/1983          | Tottenham - Arsenal | 1:2            | Carling Cup         |
| 1983/1984  | 26/12/1983          | Tottenham - Arsenal | 2:4            | Primera División    |
| 1983/1984  | 21/04/1984          | Arsenal - Tottenham | 3:2            | Primera División    |
| 1984/1985  | 01/01/1985          | Arsenal - Tottenham | 1:2            | Primera División    |
| 1984/1985  | 17/04/1985          | Tottenham - Arsenal | 0:2            | Primera División    |
| 1985/1986  | 01/01/1986          | Arsenal - Tottenham | 0:0            | Primera División    |
| 1985/1986  | 29/03/1986          | Tottenham - Arsenal | 1:0            | Primera División    |
| 1986/1987  | 06/09/1986          | Arsenal - Tottenham | 0:0            | Primera División    |
| 1986/1987  | 04/01/1987          | Tottenham - Arsenal | 1:2            | Primera División    |
| 1986/1987  | 08/02/1987          | Arsenal - Tottenham | 0:1            | Carling Cup         |
| 1986/1987  | 01/03/1987          | Tottenham - Arsenal | 1:2            | Carling Cup         |
| 1986/1987  | 04/03/1987          | Tottenham - Arsenal | 1:2            | Carling Cup         |
| 1987/1988  | 18/10/1987          | Tottenham - Arsenal | 1:2            | Primera División    |
| 1987/1988  | 06/03/1988          | Arsenal - Tottenham | 2:1            | Primera División    |
| 1988/1989  | 10/09/1988          | Tottenham - Arsenal | 2:3            | Primera División    |
| 1988/1989  | 02/01/1989          | Arsenal - Tottenham | 2:0            | Primera División    |
| 1989/1990  | 18/10/1989          | Tottenham - Arsenal | 2:1            | Primera División    |
| 1989/1990  | 20/01/1990          | Arsenal - Tottenham | 1:0            | Primera División    |
| 1990/1991  | 01/09/1990          | Arsenal - Tottenham | 0:0            | Primera División    |
| 1990/1991  | 12/01/1991          | Tottenham - Arsenal | 0:0            | Primera División    |
| 1990/1991  | 14/04/1991          | Tottenham - Arsenal | 3:1            | FA Cup              |
| 1991/1992  | 10/08/1991          | Arsenal - Tottenham | 0:0            | FA Community Shield |
| 1991/1992  | 01/12/1991          | Arsenal - Tottenham | 2:0            | Primera División    |
| 1991/1992  | 22/02/1992          | Tottenham - Arsenal | 1:1            | Primera División    |
| 1992/1993  | 12/12/1992          | Tottenham - Arsenal | 1:0            | Premier League      |
| 1992/1993  | 04/04/1993          | Arsenal - Tottenham | 1:0            | FA Cup              |
| 1992/1993  | 11/05/1993          | Arsenal - Tottenham | 1:3            | Premier League      |
| 1993/1994  | 16/08/1993          | Tottenham - Arsenal | 0:1            | Premier League      |
| 1993/1994  | 06/12/1993          | Arsenal - Tottenham | 1:1            | Premier League      |
| 1994/1995  | 02/01/1995          | Tottenham - Arsenal | 1:0            | Premier League      |
| 1994/1995  | 29/04/1995          | Arsenal - Tottenham | 1:1            | Premier League      |
| 1995/1996  | 18/11/1995          | Tottenham - Arsenal | 2:1            | Premier League      |
| 1995/1996  | 15/04/1996          | Arsenal - Tottenham | 0:0            | Premier League      |
| 1996/1997  | 24/11/1996          | Arsenal - Tottenham | 3:1            | Premier League      |
| 1996/1997  | 15/02/1997          | Tottenham - Arsenal | 0:0            | Premier League      |
| 1997/1998  | 30/08/1997          | Arsenal - Tottenham | 0:0            | Premier League      |
| 1997/1998  | 28/12/1997          | Tottenham - Arsenal | 1:1            | Premier League      |
| 1998/1999  | 14/11/1998          | Arsenal - Tottenham | 0:0            | Premier League      |
| 1998/1999  | 05/05/1999          | Tottenham - Arsenal | 1:3            | Premier League      |
| 1999/2000  | 07/11/1999          | Tottenham - Arsenal | 2:1            | Premier League      |
| 1999/2000  | 19/03/2000          | Arsenal - Tottenham | 2:1            | Carling Cup         |
| 2000/2001  | 18/12/2000          | Tottenham - Arsenal | 1:1            | Premier League      |
| 2000/2001  | 31/03/2001          | Arsenal - Tottenham | 2:0            | Premier League      |
| 2000/2001  | 08/04/2001          | Arsenal - Tottenham | 2:1            | FA Cup              |
| 2001/2002  | 17/11/2001          | Tottenham - Arsenal | 1:1            | Premier League      |
| 2001/2002  | 06/04/2002          | Arsenal - Tottenham | 2:1            | Premier League      |
| 2002/2003  | 16/11/2002          | Arsenal - Tottenham | 3:0            | Premier League      |
| 2002/2003  | 15/12/2002          | Tottenham - Arsenal | 1:1            | Premier League      |
| 2003/2004  | 08/11/2003          | Arsenal - Tottenham | 2:1            | Premier League      |
| 2003/2004  | 25/04/2004          | Tottenham - Arsenal | 2:2            | Premier League      |
| 2004/2005  | 13/11/2004          | Tottenham - Arsenal | 4:5            | Premier League      |
| 2004/2005  | 25/04/2005          | Arsenal - Tottenham | 1:0            | Premier League      |
| 2005/2006  | 29/10/2005          | Tottenham - Arsenal | 1:1            | Premier League      |
| 2005/2006  | 22/04/2006          | Arsenal - Tottenham | 1:1            | Premier League      |
| 2006/2007  | 02/12/2006          | Arsenal - Tottenham | 3:0            | Premier League      |
| 2006/2007  | 24/01/2007          | Tottenham - Arsenal | 2:2            | Carling Cup         |
| 2006/2007  | 31/01/2007          | Arsenal - Tottenham | 3:1            | Carling Cup         |
| 2006/2007  | 21/04/2007          | Tottenham - Arsenal | 2:2            | Premier League      |
| 2007/2008  | 15/09/2007          | Tottenham - Arsenal | 1:3            | Premier League      |
| 2007/2008  | 22/12/2007          | Arsenal - Tottenham | 2:1            | Premier League      |
| 2007/2008  | 09/01/2008          | Arsenal - Tottenham | 1:1            | Carling Cup         |
| 2007/2008  | 22/01/2008          | Tottenham - Arsenal | 5:1            | Carling Cup         |
| 2008/2009  | 29/10/2008          | Arsenal - Tottenham | 4:4            | Premier League      |
| 2008/2009  | 08/02/2009          | Tottenham - Arsenal | 0:0            | Premier League      |
| 2009/2010  | 31/10/2009          | Arsenal - Tottenham | 3:0            | Premier League      |
| 2009/2010  | 14/04/2010          | Tottenham - Arsenal | 2:1            | Premier League      |
| 2010/2011  |                     |                     |                |                     |
| 21/09/2010 | Tottenham - Arsenal | 1:4                 | Carling Cup    |                     |
| 20/11/2010 | Arsenal - Tottenham | 2:3                 | Premier League |                     |
| 24/04/2011 | Tottenham - Arsenal | 3:3                 | Premier League |                     |
| 2011/2012  | 02/10/2011          | Tottenham - Arsenal | 2:1            | Premier League      |
| 2011/2012  | 26/02/2012          | Arsenal - Tottenham | 5:2            | Premier League      |
| 2012/2013  | 17/11/2012          | Arsenal - Tottenham | 5:2            | Premier League      |
| 2012/2013  | 03/03/2013          | Tottenham - Arsenal | 2:1            | Premier League      |
| 2013/2014  | 01/09/2013          | Arsenal - Tottenham | 1:0            | Premier League      |
| 2013/2014  | 04/01/2014          | Arsenal - Tottenham | 2:0            | FA Cup              |
| 2013/2014  | 16/03/2014          | Tottenham - Arsenal | 0:1            | Premier League      |
| 2014/2015  | 27/09/2014          | Arsenal - Tottenham | 1:1            | Premier League      |
| 2014/2015  | 07/02/2015          | Tottenham - Arsenal | 2:1            | Premier League      |
| 2015/2016  | 23/09/2015          | Tottenham - Arsenal | 1:2            | Capital One Cup     |
| 2015/2016  | 08/11/2015          | Arsenal - Tottenham | 1:1            | Premier League      |
| 2015/2016  | 05/03/2016          | Tottenham - Arsenal | 2:2            | Premier League      |
| 2016/2017  | 06/11/2016          | Arsenal - Tottenham | 1:1            | Premier League      |
| 2016/2017  | 30/04/2017          | Tottenham - Arsenal | 2:0            | Premier League      |
| 2017/2018  | 18/11/2017          | Arsenal - Tottenham | 2:0            | Premier League      |
| 2017/2018  | 10/02/2018          | Tottenham - Arsenal | 1:0            | Premier League      |
| 2018/2019  | 02/12/2018          | Arsenal - Tottenham | 4:2            | Premier League      |
| 2018/2019  | 19/12/2018          | Arsenal - Tottenham | 0:2            | Carabao Cup         |
| 2018/2019  | 02/03/2019          | Tottenham - Arsenal | 1:1            | Premier League      |
| 2019/2020  | 01/09/2019          | Arsenal - Tottenham | 2:2            | Premier League      |
| 2019/2020  | 12/07/2020          | Tottenham - Arsenal | 2:1            | Premier League      |
| 2020/2021  | 06/12/2020          | Tottenham - Arsenal | 2:0            | Premier League      |
| 2020/2021  | 14/03/2021          | Arsenal - Tottenham | 2:1            | Premier League      |
| 2021/2022  | 26/09/2021          | Arsenal - Tottenham | 3:1            | Premier League      |
| 2021/2022  | 12/05/2022          | Tottenham - Arsenal | 3:0            | Premier League      |
| 2022/2023  | 01/10/2022          | Arsenal - Tottenham | 3:1            | Premier League      |
| 2022/2023  | 15/01/2023          | Tottenham - Arsenal | 0:2            | Premier League      |
| 2023/2024  | 24/09/2023          | Arsenal - Tottenham | 2:2            | Premier League      |
| 2023/2024  | 28/04/2024          | Tottenham - Arsenal | 2:3            | Premier League      |
| 2024/2025  | 15/09/2024          | Tottenham - Arsenal | 0:1            | Premier League      |
| 2024/2025  | 15/01/2025          | Arsenal - Tottenham | 2:1            | Premier League      |

## Jugadores
En medio de la rivalidad entre los dos equipos, relativamente son pocos futbolistas quienes jugaron por Arsenal y Tottenham desde 1913. Sin embargo, el primer futbolista que jugó para ambos clubes fue anterior al inicio de la rivalidad: Bill Julian se unió al Arsenal en 1889 y al Tottenham en 1894. Muchos otros futbolistas jugaron para ambos clubes antes del inicio de la rivalidad, entre ellos Charles Ambler, Arthur Elliott, Thomas Fitchie, Tom Pratt, Peter Kyle y George Payne. En el siglo XX, varios jugadores militaron en ambos clubes, pero no fue hasta la década de 1960 cuando Laurie Brown se convirtió en el primer futbolista que había disputado el derbi con ambos clubes. A continuación se enumeran los jugadores que han militado en ambos desde 1919, cuando se intensificó la rivalidad.

### Arsenal, luego Tottenham
| Nombre            | Pos | Arsenal    | Arsenal  | Arsenal | Tottenham  | Tottenham | Tottenham |
| Nombre            | Pos | Temporadas | Partidos | Goles   | Temporadas | Partidos  | Goles     |
| ----------------- | --- | ---------- | -------- | ------- | ---------- | --------- | --------- |
| Jimmy Brain       | DEL | 1924–31    | 232      | 139     | 1931–35    | 34        | 10        |
| Laurie Brown      | DEF | 1961–64    | 109      | 2       | 1964–66    | 65        | 3         |
| David Jenkins     | MED | 1966–68    | 25       | 9       | 1968–70    | 17        | 2         |
| Rohan Ricketts    | MED | 2001–02    | 1        | 0       | 2002–05    | 36        | 2         |
| David Bentley     | MED | 1997–2006  | 8        | 1       | 2008-2011  | 41        | 3         |
| William Gallas    | DEF | 2006–2010  | 101      | 12      | 2010–2013  | 78        | 1         |
| Emmanuel Adebayor | DEL | 2006-2009  | 142      | 62      | 2011-2015  | 106       | 41        |

Además, el exdelantero de Arsenal Joe Hulme fue entrenador de Tottenham Hotspur entre 1945 y 1949, mientras que el ex 'Gunner' Terry Neill fue entrenador de los 'Spurs' entre 1974 y 1976, antes de regresar para ser entrenador de Arsenal entre 1976 y 1983. Más reconocido fue George Graham que fue futbolista de Arsenal y luego técnico de ese club entre 1986 y 1994, luego fue despedido y tomó al club de White Hart Lane entre 1998 y 2001.
Clive Allen jugó tres partidos en la pretemporada de Arsenal 1980-81, luego nunca jugó un partido oficial con el club. Además Harry Kane, máximo goleador de todos los tiempos del Tottenham y también máximo goleador histórico del derbi, jugó brevemente en la cantera del Arsenal cuando tenía ocho años, pero quedó libre tras una sola temporada.

### Tottenham, luego Arsenal
| Nombre          | Pos | Tottenham  | Tottenham | Tottenham | Arsenal    | Arsenal  | Arsenal |
| Nombre          | Pos | Temporadas | Partidos  | Goles     | Temporadas | Partidos | Goles   |
| --------------- | --- | ---------- | --------- | --------- | ---------- | -------- | ------- |
| George Hunt     | DEL | 1930–37    | 198       | 138       | 1937–38    | 21       | 3       |
| Freddie Cox     | DEL | 1938–49    | 105       | 18        | 1949–53    | 94       | 16      |
| Vic Groves      | MED | 1952–53    | 4         | 3         | 1955–64    | 201      | 37      |
| Jimmy Robertson | DEL | 1964–68    | 181       | 31        | 1968–70    | 59       | 8       |
| Steve Walford   | DEF | 1975–77    | 1         | 1         | 1977–81    | 98       | 4       |
| Willie Young    | DEF | 1975–77    | 64        | 4         | 1977–81    | 237      | 19      |
| Pat Jennings    | POR | 1964–77    | 590       | 1         | 1977–85    | 327      | 0       |
| Sol Campbell    | DEF | 1992–2001  | 315       | 15        | 2001–06    | 197      | 11      |

Además, Herbert Chapman jugó como amateur en los 'Spurs' entre 1905 y 1907. Posteriormente fue el primer entrenador campeón con los 'Gunners' entre 1925 y 1934. El delantero Billy Lane, que jugó por primera vez en el Tottenham en 1922 y de nuevo a partir de 1924 en una etapa de dos años en el club, comenzó en 1963 a trabajar como ojeador para el Arsenal. Por su parte, el ex gunner Terry Neill fue entrenador de los Spurs entre 1974 y 1976, antes de volver a dirigir al Arsenal entre 1976 y 1983.
Pat Holland fue entrenador de la reserva y del equipo juvenil de los Spurs de 1988 a 1995 y de 1997 a 2005. Holland pasó a desempeñar el cargo de entrenador de la Academia del Arsenal en 2012. Holland dejó el cargo tras menos de dos meses por motivos personales, pero ha seguido trabajando para el Arsenal como ojeador.

### Jugaron con los dos equipos en el Derbi
Los siguientes futbolistas jugaron en al menos un Derbi del Norte de Londres por los dos equipos:
| Nombre            | Arsenal vs Tottenham | Tottenham vs Arsenal |
| ----------------- | -------------------- | -------------------- |
| Laurie Brown      | 4                    | 3                    |
| Sol Campbell      | 8                    | 13                   |
| David Jenkins     | 2                    | 1                    |
| Pat Jennings      | 9                    | 23                   |
| Jimmy Robertson   | 1                    | 8                    |
| Willie Young      | 8                    | 3                    |
| William Gallas    | 6                    | 2                    |
| Emmanuel Adebayor | 9                    | 4                    |

Jimmy Robertson y Emmanuel Adebayor son los únicos futbolistas que marcaron por los dos equipos en el Derbi del Norte de Londres.